# Grand Theft Auto (Game Boy Advance)
Grand Theft Auto là một game hành động phiêu lưu do hãng Digital Eclipse phát triển và Rockstar Games phát hành cho hệ máy chơi game cầm tay Game Boy Advance, trò chơi được phát hành vào ngày 26 tháng 10 năm 2004. Game được gọi là Grand Theft Auto Advance trên màn hình tiêu đề của nó; trang bìa của trò chơi và tất cả các tài liệu quảng cáo đều đề cập đến tựa game này với cái tên đơn giản là Grand Theft Auto.
Game được chơi từ góc nhìn từ trên xuống; góc nhìn này đã được nhìn thấy trong hai bản đầu tiên của dòng game, Grand Theft Auto và Grand Theft Auto 2, nhưng các nhiệm vụ phụ tùy thuộc vào những loại phương tiện trong game (như "Vigilante" và "Paramedic"), màn hình hiển thị HUD và phần lớn vũ khí, lần đầu tiên được giới thiệu trong các bản sao ba chiều cũng có mặt trong game.

## Bối cảnh
Game lấy bối cảnh tại Liberty City, một thành phố giả tưởng của Grand Theft Auto đã từng xuất hiện nổi bật nhất trong Grand Theft Auto III, vào năm 2000. Thực vậy, thông báo sớm nhất của trò chơi này là nó sẽ là một bản chuyển thể của Grand Theft Auto III, nhưng tại một số điểm trong quá trình phát triển (không rõ chính xác thời điểm này xảy ra) ý tưởng này đã bị từ chối, có thể là do những hạn chế về mặt kỹ thuật và thời gian cần thiết để tái tạo lại nhiệm vụ của phiên bản trước đó trong môi trường mới 2D.
Tựa game này đã được phát hành như là một tác phẩm tiền truyện của Grand Theft Auto III, diễn ra một năm trước các sự kiện trong Grand Theft Auto III. Khi nó diễn ra tại thành phố Liberty City của Grand Theft Auto III, các biến cố quen thuộc xuất hiện lại và cách bố trí đường phố chung là như nhau. Tuy nhiên, tất cả các địa điểm bí mật quen thuộc như Rampages, những gói đồ ẩn và đường dốc đều được thay đổi lại hết, vì vậy người chơi từng quen thuộc với các góc phố và những con hẻm trong Grand Theft Auto III sẽ phải khám phá lại chúng trong phiên bản Grand Theft Auto này.
Ba hòn đảo của thành phố đã có sự thay hình đổi dạng rõ rệt và các yếu tố khó mà giải thích nổi đối với góc nhìn từ trên xuống, vì vậy không còn có bất kỳ bề mặt dốc, và đường hầm và hệ thống đường sắt đều được nhà sản xuất gỡ bỏ để phù hợp với đồ họa của hệ máy này.

## Cốt truyện
Mike từng là một tên tội phạm nhỏ, làm việc cho Vinnie vốn quen biết nhiều hơn. Chính Vinnie đã ra tay cứu giúp anh khi Mike còn là kẻ vô gia cư, mặc dù không có nhiều thông tin được tiết lộ về việc này.
Mọi việc bắt đầu từ lúc Mike đang tính chuyện rời khỏi Liberty City cùng với Vinnie và rửa tay gác kiếm khỏi quãng đời lầm lỗi ở chỗ mới, giống như San Fierro hoặc Vice City, nhưng Vinnie quyết định rằng họ nên tìm kiếm thêm một vài công việc từ ông chủ của họ là Mafia (dù không tiết lộ đây là gia đình Mafia nào; địa điểm của trò chơi trong niên biểu Grand Theft Auto cho thấy có thể đây chính là Forellis, hoặc nhiều khả năng là Leones), trước khi đi khỏi Liberty, để có thể thu thập thêm tiền bạc nhằm ổn định cuộc sống nơi khác.
Tuy nhiên, trong lần làm việc gần đây nhất sẽ đảm bảo cho họ đủ số tiền mơ ước, Vinnie thiệt mạng trong một vụ nổ bom xe, khiến toàn bộ số tiền mồ hôi nước mắt của họ bị thiêu hủy trong phút chốc. Mike từ lâu đã coi Vinnie giống như một người cha thứ hai, tức giận thề rằng sẽ trả thù và giết chết kẻ đã đặt bom, rồi lên đường tìm kiếm câu trả lời. Nhiệm vụ theo đuổi mối thù truyền kiếp của Mike dẫn đến việc anh tự tách mình ra khỏi giới mafia.
Mike trước tiên vào làm việc cho 8-Ball với lời khuyên anh nên đi kiếm Jonnie, một người pha chế rượu có mối liên hệ với bọn tội phạm trên toàn thành phố. Mike làm việc cho Jonnie với hy vọng khám phá ra sự thật, mặc dù vẫn khó chịu trước thói ngạo mạn của Jonnie. Cuối cùng, Mike phát hiện ra rằng Jonnie đã bị giết bởi vì anh sắp sửa lần ra được manh mối. Đồng thời, có người nhìn thấy Yardies đang chạy trốn khỏi quán bar của Jonnie và Mike đuổi theo bọn họ đến tận Đảo Staunton.
Mike tỏ ra nghi ngờ về tay trùm của Yardie, King Courtney phải chịu trách nhiệm và đưa hắn vào tầm ngắm. King Courtney phủ nhận những lời buộc tội cho rằng chính hắn cũng là người chịu trách nhiệm vì Jonnie nợ tiền của Yardies. Mike và King Courtney cùng nhau tìm ra sự thật, nhưng Mike tự nhận thấy là mình chưa tiếp cận được sự thật. King Courtney nói cho Mike biết kẻ chủ mưu chính là lãnh đạo của băng Colombia Cartel, Cisco. Sau khi Mike đối đầu với Cisco, mới làm sáng tỏ một điều là King Courtney chỉ đang lợi dụng anh mà thôi.
Mike quyết định làm việc cho Cisco để đổi lại lời hứa tìm ra ai là kẻ đứng đàng sau mọi thứ, và những thành tích phạm tội của Mike cũng thu hút sự chú ý của Asuka, người còn đứng ra giúp đỡ Mike tận tình. Trớ trêu thay, điều này có nghĩa là Mike kết thúc làm việc cho hai băng nhóm đang giao chiến lẫn nhau. Mike kết thúc mọi việc bằng cách giải cứu cô cháu gái bị bắt cóc của Asuka (điều mỉa mai cô này cũng chính là người bị Mike bắt cóc theo lệnh của Cisco).
Trong các màn sau cùng của trò chơi, Mike mới nhận ra Cisco đã bị ám sát và đuổi theo kẻ giết người. Đến phút cuối thì anh phát hiện ra rằng Vinnie đã thực sự ngụy trang cái chết của mình, cũng như kế hoạch tổng thể của ông ta; một mình rời khỏi thành phố và phần tiền của Mike, nhưng âm thầm theo dõi Mike khắp thành phố để ngăn cản anh tìm ra sự thật. Vinnie và các vệ sĩ của hắn cố gắng giết Mike, nhưng trong trận đấu súng tay đôi Mike đã bắn Vinnie bị thương và lớn tiếng cảnh báo rằng anh sẽ là mục tiêu của giới tội phạm ngầm vì sự giàu có của Mike, nhưng Mike đã kết liễu hắn từ đời nào rồi.
Trong vài nhiệm vụ tiếp theo, 8-Ball bị tống giam (bối cảnh trong vụ trốn thoát của nhân vật này trong đoạn phim mở đầu của Grand Theft Auto III'), và Mike biết rằng giờ mình là mục tiêu của Cartel. Mike tham gia một trận thư hùng với tay trùm Cartel và biết được rằng King Courtney hiện đang săn đuổi Mike vì sự giàu có của anh. Mike và nhóm Yakuza tấn công nơi ẩn náu của King Courtney, nhưng đám Yakuza đã bỏ chạy trước khi mở đầu cuộc tấn công. Trong màn đấu súng gay go, Mike vẫn nắm lấy phần thắng thuộc về mình và suýt nữa thì giết được King Courtney, nhưng bất ngờ bị gián đoạn bởi một cuộc đột kích của đám cảnh sát. Mike buộc phải chạy trốn trong khi King Courtney bỏ chạy ngay lập tức. Trong cuộc truy đuổi ngoạn mục diễn ra sau đó, Mike tìm ra được chiếc máy bay riêng của Cisco và rời khỏi Liberty City một cách tốt đẹp để đến Colombia làm lại từ đầu.

### Nhân vật
Trò chơi có cốt truyện mới hoàn toàn. Nhân vật chính không còn là Claude nữa mà là một nhân vật mới mang tên Mike. Một số nhân vật từ bản Grand Theft Auto III còn xuất hiện trong game, bao gồm cả chủ tiệm bom 8-Ball và tên trùm Yakuza Asuka, mặc dù không có nhân vật Mafia Ý nào từ Grand Theft Auto III hiện diện trong game, và các nhân vật mới hoàn toàn như Vinnie (bạn của Mike và là ông chủ đầu tiên của người chơi), Cisco (lãnh đạo của Colombian Cartel), và Yuka (cô cháu gái của Asuka) đã được nhà sản xuất thêm vào. Một số nhân vật chỉ nhắc đến qua loa trong Grand Theft Auto III thì giờ đây được gặp mặt trực tiếp, chẳng hạn như King Courtney, ông trùm của băng Yardie.

## Chi tiết kỹ thuật
Trò chơi đã được điều chỉnh vì những hạn chế phần cứng của Game Boy Advance. Kết quả là, nó không có những đoạn phim cắt cảnh hoạt hình, cũng như không có cả phần hội thoại của khách bộ hành từng được giới phê bình khen ngợi rất nhiều trên Grand Theft Auto III'. Tất cả các đoạn phim cắt cảnh chỉ được thể hiện dưới dạng văn bản với những bức ảnh vẽ tay khuôn mặt các nhân vật, với phông nền chủ đề phía sau. Phong cách nghệ thuật nay tỏ ra phù hợp với phong cách nghệ thuật được sử dụng trên hình bìa và màn hình tải game của các phiên bản 3D trong dòng game. Thay thế mẫu đối thoại dành cho khách bộ hành, một số soundbites lấy từ Grand Theft Auto III được phát khi người chơi tông trúng xe của ai đó. Lời cảnh báo ngắn trên đài phát thanh của cảnh sát sẽ thông báo vị trí và loại xe của người chơi khi phạm tội.
Trò chơi không có các kênh radio. Giống như các bản chuyển thể Grand Theft Auto và Grand Theft Auto 2 của Game Boy Color, mỗi chiếc xe đều có một giai điệu cố định liên tục lặp lại và không thể thay đổi. Chúng gồm những phần của một số giai điệu quen thuộc của Grand Theft Auto, Grand Theft Auto 2 và Grand Theft Auto III, trong các phiên bản nhạc cụ. Mặc dù vậy, các đài phát thanh từ Grand Theft Auto III vẫn xuất hiện trên các bảng quảng cáo xung quanh Liberty City.

## Đón nhận
Grand Theft Auto Advance nhận được những nhận xét trái chiều từ giới phê bình. Theo trang web tổng hợp kết quả đánh giá GameRankings, trò chơi này đã nhận được số điểm trung bình 70% dựa trên 41 bài đánh giá. Trên Metacritic, trò chơi đã nhận được số điểm trung bình là 68/100, dựa trên 33 bài đánh giá.
Phần đồ họa của game đã nhận được những lời bình luận từ trái chiều đến tích cực từ giới phê bình, khi đem ra so sánh nó với các trò chơi Game Boy Advance khác. Craig Harris của IGN nói rằng trò chơi "làm tốt công việc giống như các bản GTA cũ." Loki của Game Chronicles nói rằng trò chơi sử dụng "rất nhiều thủ thuật" để tạo cho nó một "cảm giác 3D," và điều đó là một "cảm giác thực tế về chiều sâu và góc nhìn khi bạn ngó xuống Liberty City." Ngược lại, đội ngũ nhân viên 1UP nói rằng trò chơi có "hình ảnh tẻ nhạt" là một "bước nhảy kém" so với các phiên bản trước đây trong dong game Grand Theft Auto.
Âm nhạc trong game nhận được những phản ứng trái chiều. Craig Harris của IGN đã nói rằng những bài hát trên các đài phát thanh trong xe "hơi lặp đi lặp lại và không quá tuyệt vời." Scott Sharkey của 1UP.com tuyên bố rằng âm nhạc "khá dở," và cho biết các bài hát "rất ngắn và lặp đi lặp lại."
Một số yếu tố về mặt lối chơi của Advance, đặc biệt là lái xe, đã nhận được một số lời chỉ trích. Loki của Game Chronicles nói rằng "rất dễ dàng để quay xe theo lượt và tiễn một vài khán giả vô tội làm tăng mức độ truy nã của bạn lên một cách bất ngờ." Jeff Gerstmann của GameSpot bình luận về các chuyển động của camera trong khi lái xe, và cho là nó "không phóng to đủ để cho bạn một góc nhìn tốt về con đường."